# Elecciones estatales de Hidalgo de 2022
Las elecciones estatales de Hidalgo de 2022, oficialmente llamadas Proceso Electoral Local  2021-2022, se llevaron a cabo el domingo 5 de junio de 2022, organizadas por el Instituto Estatal Electoral de Hidalgo (IEE Hidalgo) en coordinación con el Instituto Nacional Electoral (INE). En ellas se renovararon el cargo de gobernador de Hidalgo, titular del poder ejecutivo del estado, electo para un periodo de seis años, no reelegibles en ningún caso. El candidato electo fue Julio Menchaca Salazar.

## Organización

### Partidos Políticos
En las elecciones estatales tienen derecho a participar ocho partidos políticos. Siete son partidos políticos con registro nacional: Partido Acción Nacional (PAN), Partido Revolucionario Institucional (PRI), Partido de la Revolución Democrática (PRD), Partido del Trabajo (PT), Partido Verde Ecologista de México (PVEM), Movimiento Ciudadano (MC), Movimiento Regeneración Nacional (MORENA). Y un partido estatal: Nueva Alianza Hidalgo.

### Proceso electoral
La campaña electoral inicia el 3 de abril y se extiende por ocho semanas hasta el 1 de junio. Durante la campaña se efectuan tres debates entre los candidatos a gobernador. El primero se realiza el 21 de abril en Huichapan, el segundo el 12 de mayo en Huehuetla y el tercero el 26 de mayo en Pachuca. La votación se realiza el domingo 5 de junio de 2022, de las 8 de la mañana a las 6 de la tarde. En los comicios tienen derecho a voto 2 246 720 personas.

## Alianzas y candidaturas

### Va por México
El 14 de diciembre el Partido Acción Nacional, el Partido Revolucionario Institucional, y el Partido de la Revolución Democrática, acordaron presentarse en coalición bajo el nombre Va por México. La alianza determinó que la candidatura para la gubernatura sería designada por el Partido Acción Nacional. La decisión de la dirigencia nacional del Partido Revolucionario Institucional de ceder la candidatura al PAN fue repudiada por el gobernador Omar Fayad.
El 9 de enero de 2022 la secretaria general del Partido Revolucionario Institucional, Carolina Viggiano Austria, se registró como aspirante a la candidatura de la coalición para la gubernatura del estado.

### Juntos Hacemos Historia
El 9 de noviembre del 2021 los dirigentes de los partidos Movimiento Regeneración Nacional, Partido del Trabajo, Partido Verde Ecologista de México y Nueva Alianza Hidalgo acordaron competir en coalición en las elecciones de Hidalgo bajo el nombre Juntos Hacemos Historia. Pero el 22 de marzo de 2022 el Partido Verde decidió separarse de la coalición.
Para seleccionar a su candidato para la gubernatura, Morena realizó una encuesta de opinión entre sus militantes y simpatizantes. Para el proceso se presentaron más de cincuenta aspirantes. El partido consideró a siete aspirantes en el ejercicio demoscópico: el senador Julio Menchaca Salazar, la senadora María Merced González González, el delegado de los programas del gobierno federal Abraham Mendoza Zenteno, el diputado Cuauhtémoc Ochoa Fernández, la diputada Sandra Olvera Bautista, el diputado Navor Rojas Mancera y la diputada Lisset Marcelino. Como resultado de la encuesta, el senador Julio Menchaca se ubicó como el aspirante mejor posicionado para la candidatura.

### Otras candidaturas
En enero de 2022 el partido Movimiento Ciudadano designó como su candidato para la gubernatura al diputado del Congreso del Estado de Hidalgo, Francisco Xavier Berganza.
En noviembre de 2021 el Partido Verde Ecologista de México acordó presentarse en coalición con los partidos Movimiento Regeneración Nacional, Partido del Trabajo y Nueva Alianza Hidalgo. Pero el 22 de marzo de 2022 el partido decidió separarse de la coalición para postular a su propio candidato para la gubernatura. Al día siguiente el Partido Verde postuló a José Luis Lima Morales, expresidente del Instituto Estatal Electoral de Hidalgo, como su candidato a la gubernatura.

## Encuestas para la gubernatura

### Por partido político
| Encuestadora          | Fecha                    |      |        |        | Otro  | Ninguno/No sabe |
| --------------------- | ------------------------ | ---- | ------ | ------ | ----- | --------------- |
| Encuestadora          | Fecha                    |      |        |        | Otro  | Ninguno/No sabe |
| TResearch             | 29 de junio del 2021     | 8%   | 36%    | 39%    | 10%   | 7%              |
| TResearch             | 5 de julio del 2021      | 8%   | 39%    | 37%    | 12%   | 3%              |
| Campaigns & Elections | 13 de julio del 2021     | 8%   | 24%    | 41%    | 27%   | —               |
| Campaigns & Elections | 3 de agosto del 2021     | 11%  | 21%    | 34%    | 25%   | —               |
| Campaigns & Elections | 31 de agosto del 2021    | 11%  | 25%    | 40%    | 7%    | 17%             |
| Factometríca          | 28 de octubre del 2021   | 8.6% | 21%    | 47.4%  | 10.9% | 12.1%           |
| Demoscopia digital    | 1 de noviembre del 2021  | 5.1% | 25.4%  | 40.6%  | 6.6%  | 22.3%           |
| Campaigns & Elections | 4 de noviembre del 2021  | 15%  | 28%    | 37%    | 20%   | —               |
| Campaigns & Elections | 11 de noviembre del 2021 | 15%  | 24%    | 39%    | 22%   | —               |
| Campaigns & Elections | 16 de noviembre del 2021 | 12%  | 29%    | 46%    | 13%   | —               |
| Heraldo Media Group   | 22 de noviembre del 2021 | 9.9% | 27.21% | 38.76% | 3.22% | 20.91%          |
| Campaigns & Elections | 25 de noviembre del 2021 | 11%  | 29%    | 43%    | 17%   | —               |
| Campaigns & Elections | 7 de diciembre del 2021  | 10%  | 29%    | 42%    | 19%   | —               |
| Heraldo Media Group   | 13 de diciembre del 2021 | 8%   | 22.5%  | 48.5%  | 9.8%  | 11.2%           |
| Demoscopia Digital    | 23 de diciembre del 2021 | 4.1% | 20.2%  | 43.8%  | 7.1%  | 24.8%           |
| Campaigns & Elections | 6 de enero de 2022       | 8%   | 22%    | 40%    | 30%   | —               |

### Por candidato
| Encuestadora          | Fecha                            | Viggiano | Menchaca | Berganza | O/N/NS |
| --------------------- | -------------------------------- | -------- | -------- | -------- | ------ |
| Encuestadora          | Fecha                            |          |          |          | O/N/NS |
| FactoMétrica          | 7 de enero del 2022              | 25.9%    | 45.1%    | —        | 29.0%  |
| Campaigns & Elections | 13 de enero de 2022              | 22%      | 40%      | 17%      | 21%    |
| Massive Caller        | 17 de enero de 2022              | 34.6%    | 40.6%    | —        | 24.8%  |
| Electoralia           | 17 de enero de 2022              | 31%      | 49%      | 5%       | 15%    |
| Campaigns & Elections | 18 de enero de 2022              | 21%      | 34%      | 17%      | 28%    |
| Campaigns & Elections | 25 de enero de 2022              | 24%      | 47%      | 16%      | 13%    |
| Massive Caller        | 27 de enero de 2022              | 34.1%    | 43.7%    | 7.8%     | 14.4%  |
| Demoscopia digital    | 31 de enero de 2022              | 21.5%    | 49.8%    | 4.8%     | 23.9%  |
| Campaigns & Elections | 3 de febrero de 2022             | 25%      | 44%      | 16%      | 15%    |
| Massive Caller        | 3 de febrero de 2022             | 33.2%    | 44.4%    | 7.3%     | 15.1%  |
| El Financiero         | 8 de febrero de 2022             | 32%      | 35%      | 9%       | 24%    |
| Campaigns & Elections | 9 de febrero de 2022             | 29%      | 44%      | 9%       | 18%    |
| Mitofsky              | 9 de febrero de 2022             | 29.8%    | 45.8%    | 4.7%     | 19.7%  |
| Factométrica          | 10 de febrero de 2022            | 35.6%    | 43.5%    | 8.2%     | 12.7%  |
| El Heraldo de México  | 14 de febrero de 2022            | 28.1%    | 40.6%    | 7.5%     | 23.7%  |
| Campaigns & Elections | 15 de febrero de 2022            | 24%      | 50%      | 4%       | 22%    |
| Demoscopia Digital    | 16 de febrero de 2022            | 20.9%    | 49.2%    | 4.4%     | 25.5%  |
| Massive Caller        | 18 de febrero de 2022            | 31.8%    | 43.7%    | 7.3%     | 17.2%  |
| Campaigns & Elections | 22 de febrero de 2022            | 32%      | 51%      | 5%       | 12%    |
| Massive Caller        | 23 de febrero de 2022            | 32.8%    | 43.7%    | 7.4%     | 16.1%  |
| Demoscopia Digital    | 25 de febrero de 2022            | 23.2%    | 45.5%    | 6.1%     | 25.2%  |
| Massive Caller        | 26 de febrero de 2022            | 33.4%    | 42.1%    | 6.4%     | 18.1%  |
| Campaigns & Elections | 2 de marzo de 2022               | 33%      | 45%      | 7%       | 15%    |
| Demoscopia digital    | 7 de marzo de 2022               | 22.5%    | 46.8%    | 5.3%     | 25.4%  |
| Campaigns & Elections | 9 de marzo de 2022               | 34%      | 46%      | 9%       | 11%    |
| El Heraldo de México  | 14 de marzo de 2022              | 34.0%    | 46.1%    | 4.8%     | 15.1%  |
| Campaigns & Elections | 15 de marzo de 2022              | 33%      | 42%      | 9%       | 16%    |
| Demoscopia digital    | 17 de marzo de 2022              | 22.8%    | 47.5%    | 4.6%     | 25.1%  |
| Campaigns & Elections | 23 de marzo de 2022              | 30%      | 45%      | 10%      | 15%    |
| Massive Caller        | 25 de marzo de 2022              | 28.1%    | 43.8%    | 5.5%     | 22.6%  |
| Demoscopia digital    | 27 de marzo de 2022              | 25.9%    | 48.1%    | 3.8%     | 22.2%  |
| Campaigns & Elections | 30 de marzo de 2022              | 30%      | 52%      | 5%       | 13%    |
| Reforma               | 29 de marzo - 4 de abril de 2022 | 35%      | 55%      | 7%       | 3%     |
| Demoscopia Digital    | 4 de abril de 2022               | 23.8%    | 47.6%    | 5.1%     | 23.5%  |
| Campaigns & Elections | 4 de abril de 2022               | 24%      | 44%      | 7%       | 25%    |
| Reforma               | 5 de abril de 2022               | 35%      | 55%      | 7%       | 3%     |
| El Financiero         | 6 de abril de 2022               | 41%      | 45%      | 14%      | —      |
| Demoscopia Digital    | 11 de abril de 2022              | 22.5%    | 48.9%    | 5.7%     | 22.9%  |
| Campaigns & Elections | 11 de abril de 2022              | 29%      | 48%      | 6%       | 17%    |
| FactoMétrica          | 15 de abril de 2022              | 30.4%    | 49.8%    | 7.2%     | 12.6%  |
| Demoscopia Digital    | 18 de abril de 2022              | 21.8%    | 50.2%    | 5.3%     | 22.7%  |
| Campaigns & Elections | 19 de abril de 2022              | 28%      | 48%      | 7%       | 17%    |
| Mitofsky              | 20 de abril de 2022              | 29.1%    | 47.1%    | 4.8%     | 19%    |
| Demoscopia Digital    | 25 de abril de 2022              | 22.3%    | 50.7%    | 6.1%     | 20.9%  |
| El Heraldo de México  | 25 de abril de 2022              | 34.6%    | 43.3%    | 4.8%     | 17.3%  |
| Demoscopia Digital    | 2 de mayo de 2022                | 22.8%    | 50.1%    | 7.2%     | 19.9%  |
| Campaigns & Elections | 10 de mayo de 2022               | 26%      | 49%      | 7%       | 18%    |
| Parametría            | 11 de mayo de 2022               | 22%      | 53%      | 5%       | 20%    |
| Votia                 | 12 de mayo de 2022               | 41%      | 40%      | 4%       | 15%    |
| Reforma               | 12 de mayo de 2022               | 32%      | 61%      | 6%       | 1%     |
| Demoscopia Digital    | 26 de mayo de 2022               | 22.4%    | 52.5%    | 6.2%     | 18.9%  |
| El Heraldo de México  | 30 de mayo de 2022               | 35.1%    | 52.1%    | 4.0%     | 8.8%   |